# Henri Ier de Mecklembourg-Werle-Güstrow
Henri Ier de Meckelbmourg-Werle-Güstrow, (en allemand Heinrich Ier von Mecklenburg-Werle-Güstrow, ) né vers 1245, assassiné en 1291), est prince de Mecklembourg-Güstrow de 1277 à 1291.

## Famille
Il est le fils de Nicolas Ier et de Jutta d'Anhalt. Il est associé au trône dès 1271.

### Mariage et descendance
En 1262, Henri Ier de Mecklembourg-Werle-Güstrow épouse Rikissa Birgersdotter († 13 décembre 1288), fille du régent de Suède Birger Jarl et veuve de Håkon le Jeune, roi associé de Norvège. Trois enfants naissent de cette union :
- Nicolas associé en 1282 mort après 1298
- Henri II de Mecklembourg-Werle Penzlin (1292 à 1307); en 1290 il épouse Mechtilde de Poméranie (†1299), fille de Barnim Ier le Bon de Poméranie.
- Rikissa de Mecklembourg-Werle-Güstrow (†1317) ; elle épouse en 1284 le duc Albert II de Brunswick-Göttingen (†1318)

Veuf, Henri Ier de Mecklembourg-Güstrow épouse en 1291 Mathilde de Brunswick-Lunebourg.

## Biographie
Après le décès de son père en 1277, lors du partage entre ses frères, Henri Ier reçoit une partie de Güstrow. Il réside dans son château de Werle. Sentant une menace dans le remariage de leur père, ses fils ainés Nicolas et Henri II associés au pouvoir depuis 1282, l'assassinent lors d'une partie de chasse le 8 octobre 1291.

## Généalogie
Henri Ier de Mecklembourg-Werle-Güstrow appartient à la seconde branche (Mecklembourg-Werle) issue de la première branche de la Maison de Mecklembourg.